# Премія НАН України імені С. М. Гершензона
Премія НАН України імені Сергія Михайловича Гершензона — премія, встановлена НАН України за видатні наукові роботи в галузі молекулярної біології, молекулярної генетики та молекулярної біофізики.
Премію засновано 2003 року та названо на честь видатного радянського генетика, академіка Академії наук УРСР Сергія Михайловича Гершензона.
Перша премія імені С. М. Гершензона була присуджена у 2004 році.
Починаючи з 2008 р. премію імені С. М. Гершензона присуджує Відділення біохімії, фізіології і молекулярної біології НАН України щотри роки.

## Лауреати премії
| Рік  | Премійовані роботи | Лауреати                    | Коротко про лауреата |
| ---- | --- | --------------------------- | --- |
| 2004 | Цикл наукових праць «Структура і експресія еукаріотичних і вірусних генів»                                                                      | Риндич Алла Володимирівна   | член-кореспондент НАН України, доктор біологічних наук, професор, завідувач відділу функціональної геноміки Інституту молекулярної біології і генетики НАН України      |
| 2006 | Цикл наукових праць «Мутаційний процес у популяціях клітин ссавців і природа генних мутацій, що спричиняють тяжкі спадкові захворювання людини» | Лівшиць Людмила Аврамівна   | доктор біологічних наук, професор, завідувач відділу геноміки людини Інституту молекулярної біології і генетики НАН України                                             |
| 2006 | Цикл наукових праць «Мутаційний процес у популяціях клітин ссавців і природа генних мутацій, що спричиняють тяжкі спадкові захворювання людини» | Лукаш Любов Леонідівна      | доктор біологічних наук, старший науковий співробітник, завідувач відділу генетики людини Інституту молекулярної біології і генетики НАН України                        |
| 2008 | серія наукових праць «Квантово-хімічна природа спонтанних точкових мутацій ДНК, спричинених таутомерією її нуклеотидних основ»                  | Данілов Віктор Іванович     | кандидат фізико-математичних наук, провідний науковий співробітник Інституту молекулярної біології і генетики НАН України                                               |
| 2008 | серія наукових праць «Квантово-хімічна природа спонтанних точкових мутацій ДНК, спричинених таутомерією її нуклеотидних основ»                  | Горб Леонід Григорович      | кандидат хімічних наук, старший науковий співробітник Інституту молекулярної біології і генетики НАН України                                                            |
| 2008 | серія наукових праць «Квантово-хімічна природа спонтанних точкових мутацій ДНК, спричинених таутомерією її нуклеотидних основ»                  | Говорун Дмитро Миколайович  | член-кореспондент НАН України, заступник директора Інституту молекулярної біології і генетики НАН України                                                               |
| 2011 | Цикл робіт «Молекулярні механізми впізнавання гомологічних тРНК та коригування помилок аміноацил-тРНК синтетазами»                              | Тукало Михайло Арсентійович | член-кореспондент НАН України, заступник директора Інституту молекулярної біології і генетики НАН України                                                               |
| 2011 | Цикл робіт «Молекулярні механізми впізнавання гомологічних тРНК та коригування помилок аміноацил-тРНК синтетазами»                              | Яремчук Ганна Дмитрівна     | кандидат біологічних наук, старший науковий співробітник Інституту молекулярної біології і генетики НАН України                                                         |
| 2014 | Монографія «Мобільні генетичні елементи і пластичність геному рослин»                                                                           | Кунах Віктор Анатолійович   | член-кореспондент НАН України, доктор біологічних наук, професор, завідувач відділу генетики клітинних популяцій Інституту молекулярної біології і генетики НАН України |
| 2017 | Цикл робіт «Пухлино-асоційовані гени у злоякісних новоутвореннях людини, нові гени-супресори росту пухлин»                                      | Кашуба Володимир Іванович   | доктор біологічних наук, завідувач відділу Інституту молекулярної біології і генетики НАН України                                                                       |